# Eduard Bałtruszewicz
Eduard Eduardawicz Bałtruszewicz (biał. Эдуард Эдуардавіч Балтрушэвiч, ros. Эдуард Эдуардович Болтрушевич, Eduard Eduardowicz Bołtruszewicz; ur. 18 kwietnia 1971 w Witebsku) – białoruski piłkarz występujący na pozycji obrońcy lub pomocnika, reprezentant Białorusi w latach 1996–2000.
W trakcie swojej kariery grał w klubach z Białorusi (do 1992 roku w systemie ligowym ZSRR), Polski oraz Rosji. Najbardziej kojarzony z występów w KIM Witebsk, Dniapro Mohylew i Fakiele Woroneż. W Wyszejszajej Lidze rozegrał 274 mecze w których strzelił 27 bramek, co czyni go najskuteczniejszym obrońcą w historii ligi. W latach 1996–2000 rozegrał 3 spotkania w reprezentacji Białorusi.

## Kariera klubowa
Wychowanek akademii piłkarskiej DJuSSz Witebsk z rodzinnego Witebska. W 1991 roku rozpoczął występy w KIM-d Witebsk. Rok później włączono go do składu pierwszej drużyny KIM Witebsk, która rozpoczęła występy w nowo powstałej białoruskiej Wyszejszajej Lidze. Przez 6 kolejnych sezonów - z przerwą na krótkie wypożyczenie do Dźwiny-Białkonu Nowopołock (Druhaja Liha) - rozegrał dla tego klubu 105 ligowych spotkań w których zdobył 5 goli. Uznawany jest za jednego z najbardziej rozpoznawalnych zawodników w jego historii. W latach 1996–1999 występował w Dniapro Mohylew, z którym wywalczył mistrzostwo Białorusi w sezonie 1998 i dla którego rozegrał łącznie 90 meczów i strzelił 9 bramek. Przed sezonem 1999/00 Bałtruszewicz przeniósł się do beniaminka I ligi Petro Płock, prowadzonego przez Jerzego Kasalika. 17 lipca 1999 zadebiutował w polskiej lidze w zremisowanym 0:0 spotkaniu z Ruchem Chorzów. Ogółem rozegrał dla Petro 4 mecze w I lidze oraz 2 w ramach Pucharu Ligi. We wrześniu 1999 roku odszedł z zespołu. W sezonie 2000 był on graczem Biełszyny Bobrujsk, gdzie zaliczył 26 występów.
Pod koniec 2000 roku przeniósł się do rosyjskiego klubu Fakieł Woroneż. 10 marca 2001 zadebiutował w rosyjskiej ekstraklasie w meczu przeciwko Torpedo Moskwa (2:2), w którym wszedł na boisko w 61. minucie za Walerija Szmarowa i po 16 minutach wykorzystał rzut karny. W kolejnym spotkaniu przeciwko Ałaniji Władykaukaz (1:0) zdobył zwycięską bramkę, stając się pierwszym debiutantem w rosyjskiej lidze, który zdobył gola w swoich dwóch pierwszych meczach. Po sezonie 2001, w którym rozegrał on ogółem 11 spotkań i strzelił 2 bramki, Fakieł spadł do PFL. Po degradacji klubu Bałtruszewicz stracił miejsce w składzie i w połowie 2001 roku odszedł z zespołu, przenosząc się na wypożyczenie do Kristałłu Smoleńsk (PFL), gdzie grał przez pół roku.
W 2002 roku Bałtruszewicz występował w drużynie mistrza Białorusi Biełszynie Bobrujsk. W lipcu tegoż roku zadebiutował w europejskich pucharach w meczu z Portadown FC (0:0) w eliminacjach Ligi Mistrzów 2002/03. W styczniu 2003 roku, po zatrudnieniu na stanowisku trenera Uładzimira Hiewarkiana, odszedł z zespołu i podpisał kontrakt z Niomanem Grodno, gdzie grał przez rok. W sezonie 2004 ponownie występował w Biełszynie Bobrujsk. W latach 2004–2005 grał w drugoligowej Tarpedzie-Kadina Mohylew, z której odszedł po rozwiązaniu klubu. Ostatnim zespołem w jego karierze był Spartak Szkłów, który występował na trzecim poziomie rozgrywkowym. W 2007 roku Bałtruszewicz awansował z tym klubem do II ligi, z której spadł po dwóch sezonach. Po degradacji Spartaka postanowił on zakończyć karierę zawodniczą, którą wznowił na krótki okres w 2011 roku, pełniąc funkcję grającego trenera Zarii Kruhłe.

## Kariera reprezentacyjna
20 sierpnia 1996 zadebiutował w reprezentacji Białorusi prowadzonej przez Siarhieja Barouskiego w przegranym 0:1 towarzyskim meczu ze Zjednoczonymi Emiratami Arabskimi. Oprócz tego wystąpił jeszcze w dwóch spotkaniach towarzyskich przeciwko Litwie (1998) oraz Łotwie (2000).

## Kariera trenerska
W latach 2011–2012 pełnił funkcję grającego trenera amatorskiego klubu Zaria Kruhłe (Mistrzostwa Obwodu Mohylewskiego).

## Życie prywatne
Jego syn Ilija (ur. 1999) również jest piłkarzem występującym na pozycji obrońcy.

## Sukcesy
Dniapro-Transmasz Mohylew
- mistrzostwo Białorusi: 1998